# Una nuova Rosalba in città
Una nuova Rosalba in città è il sesto album in studio della cantante italiana Arisa, pubblicato l'8 febbraio 2019 dalla Sugar Music.

## Antefatti
Il disco arriva a tre anni dalla pubblicazione di Guardando il cielo, album con il cui brano omonimo Arisa ha partecipato al Festival di Sanremo 2016. In seguito è comparsa come artista ospite in brani interpretati insieme a Ron, Tricarico, J-Ax & Fedez, Cristina D'Avena e Takagi & Ketra, il cui brano L'esercito del selfie (cantato insieme a Lorenzo Fragola) è stato certificato triplo disco di platino dalla FIMI, affermandosi come uno dei tormentoni estivi dell'estate 2017.
Nel mese di gennaio dello stesso 2017 l'artista aveva dichiarato di avere chiuso i rapporti lavorativi con l'etichetta Warner Music Italy, lamentando che l'azienda le avesse riservato una scarsa promozione. In seguito alla firma del contratto con la Sugar Music nell'ottobre successivo, inizia a lavorare al nuovo album, che viene presentato alla stampa il 28 gennaio 2019, una settimana prima dell'inizio del Festival di Sanremo 2019, dove la cantante lucana partecipa con il brano Mi sento bene.

## Composizione
Il progetto viene definito di "rinnovamento", con "sonorità anni 70 e 80", realizzato con la collaborazione di 6 produttori, fra cui Dardust e Matteo Buzzanca e 17 autori, inclusi Niccolò Agliardi e Diego Mancino. Il brano Mi sento bene viene definito "tra atmosfere disneyiane e sonorità da musical", ed è, a detta della cantante, "il giusto mezzo di trasporto, il Caronte che trasporta l'Arisa di prima all'Arisa del futuro".
Dove non batte il sole parla del contatto fra due persone nella società odierna, e viene definito da Raffaella Oliva di IO Donna un brano "malizioso", insieme a Minidonna, che parla di un'amica transgender di Arisa, conosciuta dopo il suo trasferimento a Milano. Come descritto dalla cantante, Gli amanti sono pazzi racconta di una ragazza che si innamora della nuova compagna del suo precedente fidanzato, affrontando il tema delle relazioni LGBT. A tal proposito la cantante dichiara, in un'intervista al Corriere della Sera: "Siamo tutti uguali, dobbiamo accettare le disuguaglianze e accogliere tutti. Adesso la gente si inventerà storie, ma io mi innamoro platonicamente ogni giorno, e qualche volta mi è capitato di trovare donne più interessanti di tanti uomini".
Nel resto dell'album, il tema amoroso viene affrontato in diversi modi. Vale la pena e Così come sei parlano di un amore maturo e consapevole, mentre Tam Tam parla di un amore esplosivo. Amarsi in due è la versione italiana di Amar pelos dois, scritta da Luísa Sobral e interpretata dal cantante portoghese Salvador Sobral, brano con cui vince l'Eurovision Song Contest 2017. La versione del brano cantata da Arisa è stata tradotta da Cristiano Malgioglio, ed è stata inclusa nell'album da un'idea di Caterina Caselli. Nel brano Il futuro ha bisogno d'amore è presente la voce dei genitori della cantante. Quando c'erano le lire parla della relazione fra le tecnologie moderne e i rapporti umani.

## Tracce
1. Dove non batte il sole – 3:08 (Gianluca De Rubertis)
2. Tam Tam – 3:06 (testo: Gianluca De Rubertis – musica: Shridhar Solanki)
3. Mi sento bene – 3:44 (testo: Matteo Buzzanca, Lorenzo Vizzini, Arisa – musica: Matteo Buzzanca, Lorenzo Vizzini, Alessandra Flora)
4. Gli amanti sono pazzi – 3:24 (testo: Diego Mancino, Dario Faini – musica: Diego Mancino, Dario Faini, Matteo Buzzanca)
5. La domenica dell'anima – 3:38 (Dario Faini, Diego Mancino)
6. Minidonna – 2:50 (Gianluca De Rubertis)
7. Una nuova Rosalba in città – 3:58 (testo: Giuseppe Zingaro, Vito Dell’Erba – musica: Giuseppe Zingaro)
8. Vale la pena – 3:30 (testo: Niccolò Agliardi – musica: Edwyn Roberts)
9. Quando c'erano le lire – 2:40 (Morgana Giovannetti, Giulia Anania, Marta Venturini)
10. Così come sei – 3:42 (Lorenzo Vizzini)
11. Il futuro ha bisogno d'amore – 4:00 (Stefano Brandoni, Diego Mancino, Arisa)
12. Amarsi in due – 2:50 (testo: Luísa Sobral, Cristiano Malgioglio – musica: Luísa Sobral) – versione Italiana di Amar pelos dois

## Classifiche
| Classifica (2019) | Posizione massima |
| ----------------- | ----------------- |
| Italia            | 22                |